# Brantice
Brantice (in tedesco Bransdorf) è un comune della Repubblica Ceca facente parte del distretto di Bruntál, nella regione della Moravia-Slesia.

## Monumenti e luoghi d'interesse

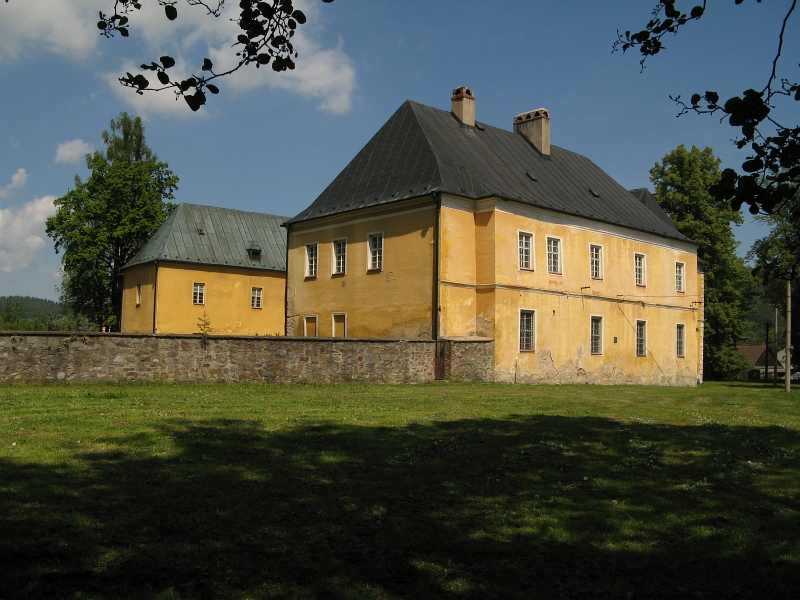
Castello di Brantice

- Castello di Brantice